# 今昔文字鏡
今昔文字鏡（こんじゃくもじきょう）は、エーアイ・ネットが開発・販売していた、Windows用の漢字検索ソフトと印字用フォントを組み合わせた入力、印字用アプリケーションソフトウェア。最新版の収録字数は17万字以上である。

## 概要
漢字を中心とした10万種を超える大規模文字集合をパソコンで扱うことを目的に設計したソフトウェアである。
日本語Shift_JISのコードポイントに諸橋轍次編の『大漢和辞典』の全収録字、日本国字、簡体字、方言字、甲骨文字、篆書などの各種漢字、チュノム、水族文字、梵字、西夏文字、変体仮名、台湾語仮名など各種の文字グリフを割り当てたフォントを複数用意し、フォント名を切り換えながら表示をするシステムを用いている。印字に使いたい場合は、フォント指定が可能なワープロソフト上に入力して使用する。
フォント指定ができないソフトウェアで情報交換を行うために、全ての文字に一意な番号が通称「文字鏡番号」として付与されており、ISO/IEC 10036にも反映している。これらの文字番号のうち、『大漢和辞典』（修訂第二版）に収録している文字の範囲は、『大漢和辞典』とほぼ一致している。ただし、『大漢和辞典』で重複登録している文字は一文字だけ一致させてその他には番号は附さず、ダッシュ付き番号（514字）も文字番号を一致させていない。また、『今昔文字鏡』初版の刊行以後に出版された『大漢和辞典 補巻』に収録されている文字（804字）は今昔文字鏡とは一致せず、ばらばらに付番している。
以上のように文字鏡フォントは、『大漢和辞典』番号と完全互換でない部分があるので、文書中で文字番号を情報交換に用いる場合は、『大漢和辞典』のどの版での番号指定で、どこまでが一致しているかについて、ユーザーの側でよく認識しておく必要がある。
明朝体フォントおよび一覧表を表示する簡易入力ソフトウェア『Mojikyo Character Map』は、関連出版物の付録CD-ROMに添付され、図書館などで借りた場合でもそのCD-ROMから複製して利用することを認める旨の記述があった。この『Mojikyo Character Map』は2018年12月より、再配布しやすいよう、文字鏡フォントと合わせて1つの圧縮ファイルにまとめた形で、文字鏡研究会のウェブサイトから無償でダウンロードできるように公開された。
エーアイ・ネットの商品である有償の検索ソフトでは、文字の読み、部首、画数などを用いた検索も可能で、再配布が許諾されていない篆書体フォントも添付していた。
有償ソフトには、その他、Unicode文字（CJK統合漢字拡張Bまで対応）のみを検索・出力できる『今昔文字鏡 UnicodeEdition』を刊行したこともある（廃盤）。
エーアイ・ネットは、他にも文字グリフがUnicodeのコードポイントと同じ位置に配置した単体フォント製品などもラインナップしていた。
TRONコードで一部を採用していたが、後にライセンスの問題でTRON側は『今昔文字鏡』由来部分を削除した。
本ソフトの有償版はパッケージソフトの形で流通していた。紀伊國屋書店が販売元となっていたこともあり、これらには書籍と同様にISBNコードを付し、書店経由でも購入できるようになっていた。
- 1997年 - 単漢字8万字 Ver.1.0 Win95版 ISBN 4-314-90003-2（廃盤）。
- 1999年 - 単漢字8万字 TTF版 Ver.2.0 ISBN 4-314-90009-1（廃盤）。
- 2002年 - 単漢字10万字版 Ver.3.0 ISBN 4-314-90019-9（廃盤）。
- 2006年 - 単漢字15万字版 Ver.4.0 ISBN 4-314-90037-7（廃盤）。インデックスフォント 今昔文字鏡プロフェッショナル版 ver.1.0 ISBN 4-314-90034-2（廃盤）。
- 2009年 - 単漢字16万字版 ISBN 978-4-903375-41-0。
- 2010年 - UnicodeEdtion 2010 ISBN 978-4-903375-49-6（廃盤）。インデックスフォント 今昔文字鏡プロフェッショナル版 Version2.0 ISBN 978-4-903375-50-2（廃盤）。

## 沿革
- 1985年 - 古家時雄が開発を開始。
- 1988年 - 社名を株式会社エーアイ・ネットに変更。
- 1996年 - 文字鏡研究会設立。
- 1997年 - 大修館書店から『大漢和辞典』番号の使用許可を得て『今昔文字鏡 単漢字8万字』Ver.1.0を発売。収録字数は8万字弱。同年、紀伊國屋書店が販売元となる契約を締結して販売ルートが確立。
- 1999年 - TrueTypeフォントを搭載した『今昔文字鏡 単漢字8万字』TTF版 Ver.2.0を発売。
- 2000年 - Web上のデータベース『文字鏡WEB』を始動。
- 2001年 - 西夏文字を収録した『今昔文字鏡 単漢字10万字版』を発売。収録字数約102,300字。同年楷書フォントも発売。
- 2002年 - 収録字数を126,560字に拡大（2002年10月現在）。
- 2006年 - 漢字を15万字に拡張した『今昔文字鏡 単漢字15万字版』Ver.4.0を発売。また、出版物上で使用するためのフォントライセンスを付与したプロフェッショナル版『indexfont ver.1.0』を発売（収録文字数は16万字強）[注釈 4]。収録文字数は174,975字（2006年9月現在）。
- 2008年 - 3月末に『文字鏡WEB』のサービスを終了[3]。6月初に文字鏡独自収録文字を除き、Unicode文字のみを検索・出力できる『今昔文字鏡 UnicodeEdition』を発表。
- 2009年 - 漢字を16万字に拡張した『今昔文字鏡 単漢字16万字版』を発売。
- 2010年3月15日 - 『今昔文字鏡 UnicodeEdtion 2010』、プロフェッショナル版『indexfont Version2.0』を発売[注釈 5]。
- 2018年
  - 5月 - 紀伊國屋書店との総販売元代理店契約を全て解消。
  - 7月 - エーアイ・ネット、特定非営利活動法人文字文化協會[4]と締結していた代理店契約を含む全ての契約を解除する内容証明郵便を送付（送達完了済み）[5]、商業製品に関する受注・ライセンシング・販売・サポートなどを全て、エーアイ・ネット単独体制に集約する[注釈 6]。
  - 8月12日 - 古家時雄（エーアイ・ネット代表取締役社長、文字鏡研究会副会長）病没[5]。
  - 12月16日 - 文字鏡研究会会長、石川忠久名義の文書で2019年2月12日を以て文字鏡研究会を解散し、文字鏡研究会Webサイトも閉鎖することを公示[5]。再配布しやすいよう、文字鏡研究会配布版としての文字鏡フォント最終版にMojikyo Character MAP ver. 4.00を付属させた単一アーカイヴを公表[2]。
- 2019年
  - 2月12日 - 文字鏡研究会解散。
  - 12月11日 - 株式会社エーアイ・ネットが会社法第472条（休眠会社のみなし解散）第1項の規定により解散[6]。

## 『今昔文字鏡 単漢字版』
- 『今昔文字鏡 単漢字16万字版』
  - Windows 7（32bit版、64bit版 WOW64）/ Windows Vista（32bit版）/ Windows XP SP3（32bit版）/ Windows 2000 Professional（各日本語版）対応。
  - Windows 8.1 日本語版（32bit版、64bit版 WOW64）と Windows 10 日本語版（32bit版、64bit版 WOW64）については動作は確認済み。
  - 編集：文字鏡研究会、開発・製作：エーアイ・ネット、発売年月：2009年6月、定価：本体28,000円＋税
  - ISBN 978-4-903375-41-0
  - Unicodeにも収録されていないような特殊な人名用漢字、梵字、甲骨文字、篆書、西夏文字などの様々な特殊文字の入力・印刷も可能になるソフトウェア。
  - 但し、それらの表現のため、65個の特殊フォント（篆書フォントなど、文字鏡研究会では配布しない製品固有の分も含む）をインストールする必要がある。
  - 梵字についてのみ、『梵字鏡 湧出窓』の方が文字収録数が多い。

## 関連文字検索・入力ソフトウェア
- 『今昔文字鏡 筆文字鏡 巻之一 楷書』
  - 書：中本白洲、編集：文字鏡研究会、開発・製作：エーアイ・ネット、発売：紀伊國屋書店、発売年月：2001年11月、定価：本体12,000円＋税
  - Microsoft Windows 98 / Me / 2000 / XP（各日本語版）[注釈 7]。
  - ISBN 978-4-314-90020-1
  - 収録文字数は白洲楷書体73,339字、文字鏡明朝体73,339字。文字検索ユーティリティ及び外字登録ユーティリティを搭載。

- 『康熙字典 DVD-ROM』（Windows版）
  - 編集：文字鏡研究会、開発・製作：エーアイ・ネット、発売：紀伊國屋書店、発売年月：2007年2月、定価：本体28,000円＋税
  - Windows 2000 Professional（Service Pack 4以上） / XP / Vista（各日本語版）、Internet Explorer 6.0以降（画面印刷にはInternet Explorer 7.0以降が必要）
  - ISBN 978-4-314-90035-5
  - 『康熙字典』「安永版」と「道光版（異版）」の全ページ画像（計7,200ページ）を収録し、『康煕字典』本文の全文検索や、目的の親字4万7000字を単漢字と部首画数索引から検索可能。『今昔文字鏡』との連携機能あり[7]。

- 『indexfont 今昔文字鏡プロフェッショナル版 ver.1.0』
  - 編集：インデックスフォント研究会、開発・製作：エーアイ・ネット、発売：紀伊國屋書店、発売年月：2006年7月、定価：本体95,000円＋税
  - Windows 2000 Professional（Service Pack 4以上） / XP（各日本語版）対応[注釈 4][8]。
  - ISBN 4-314-90034-2
  - 『今昔文字鏡 単漢字15万字版』収録分とほぼ同じ字数の文字を収録し、それらを出版物の版下原稿等の商業利用で使用するためのフォントライセンスを付与したプロフェッショナル版。複数利用ライセンス契約あり。

- 『梵字鏡 湧出窓』
  - 編集：文字鏡研究会、開発・製作：エーアイ・ネット、発売：横浜五十番館、発売年月：2009年7月、定価 本体12,000円＋税
  - Windows 7 / Windows Vista / Windows XP / Windows 2000 Professional （各日本語版）対応[注釈 5]。
  - ISBN 978-4-903375-35-9
  - 梵字に特化した検索・入力ソフトウェア。収録数は世界最大級の約1万2千字。
  - 『今昔文字鏡 単漢字16万字版』に未収録の梵字も入力できる。

- 『indexfont 今昔文字鏡プロフェッショナル版 Version 2.0』
  - 編集：インデックスフォント研究会、開発・製作：エーアイ・ネット、発売：横浜五十番館、2010年3月15日、定価：本体112,000円＋税
  - Windows 7 / Windows Vista / Windows XP / Windows 2000 Professional （各日本語版）対応[注釈 5]。
  - ISBN 978-4-903375-50-2
  - 『indexfont 今昔文字鏡プロフェッショナル版 ver.1.0』の対応OSを拡充し、CJK統合漢字拡張-Bにも対応したもの。約17万字使用可能。複数利用ライセンス契約あり。

## その他フォント製品群
- 『文字鏡明朝ユニコードフォントセット』
  - Windows 7 / Windows Vista / Windows XP / Windows 2000 ProfessionalなどのTrueTypeフォントが使用可能な環境に対応[注釈 8]。
  - 開発・製作：エーアイ・ネット、発売年月：2010年2月、定価：本体8,000円＋税
  - ISBN 978-4-903375-48-9
  - UnicodeのCJK統合漢字とCJK統合漢字拡張A（Extension A）を収めた「文字鏡明朝Unicode」とCJK統合漢字拡張B（Extension B）を収めた「文字鏡明朝Unicode-ExtB」の2本のフォントを収録したCD-ROM製品。この2本のフォントをWindowsにインストールすることで、Unicodeの漢字約6万9千字をUnicode対応ソフトウェアから表示・印刷できるようになる。
  - Windows 7やWindows Vistaに搭載されているCJK統合漢字拡張Bをサポートするフォントは他国語特有の字形デザインが採用されており、日本語の文章での利用にはあまり向いていないが、本製品は日本の字形を基本とした明朝体でデザインされているため、他の日本語フォントと併用しても違和感なく利用可能である。
  - 付録として「文字鏡明朝UnicodeJ2004」（JIS X 0213-2004対応フォント）も同梱。これらすべてのフォントは『今昔文字鏡』の独自配列フォントではなく、WindowsのUnicodeフォントと同じ文字配列なので、IMEからの日本語入力や単語登録も可能である。

- 『文字鏡毛筆草書』
  - Windows 7 / Windows Vista / Windows XP / Windows 2000 ProfessionalなどのTrueTypeフォントが使用可能な環境に対応[注釈 9]
  - 草書監修：渡邊東龍、開発・製作：エーアイ・ネット、発売年月：2010年2月、定価：本体4,700円＋税
  - ISBN 978-4-903375-47-2
  - 毎日書道展の審査委員である渡邉東龍の揮毫した字母をTrueType化。JIS第1・第2水準漢字と非漢字の全6,879文字を収録。縦書専用のプロポーショナルフォントで作成[注釈 10]。

- 『文字鏡毛筆隷書』
  - Windows 7 / Windows Vista / Windows XP / Windows 2000 ProfessionalなどのTrueTypeフォントが使用可能な環境に対応[注釈 11]。
  - 隷書監修：安東麟、開発・製作：エーアイ・ネット、発売年月：2009年8月、定価：本体4,700円＋税
  - ISBN 978-4-903375-40-3
  - 書家・筆墨デザイナーである安東麟の原字を基に制作したWindows用TrueTypeフォント。JIS第1・第2水準漢字、UnicodeのCJK統合漢字及びその拡張Aまでを含めた全27,484文字（繁体字・簡体字を含む）を収録。

## 検索・入力ソフト類のインストーラとWindows 10との相性
エーアイ・ネットが開発した商業製品（『今昔文字鏡単漢字16万字版』、『今昔文字鏡 筆文字鏡 巻之一 楷書』、『康熙字典DVD-ROM』、『indexfont 今昔文字鏡プロフェッショナル版』（Ver.1.0、Ver.2.0とも）、『梵字鏡 湧出窓』などの製品パッケージに同梱されている標準インストーラやフォントインストーラは、多くの場合、当時メジャーだったインストーラ作成ソフトのInstallShield 3やInstallShield 5を用いて作成されていた。
しかし、その当時のInstallShieldには一部、16bit命令のコードが混じっていたため、Windows 10でインストールしようとすると、インストーラがエラーとなってうまくインストールできないことがある。
その場合は、製品に同梱されている標準インストーラを使わず、32bitコードで開発された汎用インストーラをバイパスとして使用すると、インストールできる場合が多いと案内されている。

なお、Nathan Linebackが開発した、無償公開されている汎用セットアップソフトウェアとしては、InstallShield Engine 3.0やInstallShield Launcher 5などがある。